# دستور NM
دستور nm با تعدادی از نسخه‌های بعد یونیکس و سیستم عامل‌های مشابه شد. nm برای بررسی فایلهای باینری (از جمله کتابخانه‌ها، آبجکت فایل‌های کامپایل شده، آبجکت فایل‌های به اشتراک گذاشته شده و فایل‌های اجرایی مستقل) و مشاهده محتوای ان فایل‌ها یا متا دیتاهایی که در ان فایل‌ها ذخیره شده‌است (به‌طور خاص جدول نمادها) استفاده می‌شود. خروجی از nm انواع مختلف نماد را تشخیص می‌دهد. به عنوان مثال، آن را بین یک تابع که از طریق یک ماژول شیء و یک تابع که توسط آن مورد نیاز است، تمایز می‌دهد. Nm به عنوان یک کمک برای اشکال زدایی، برای حل مشکلات ناشی از درگیری‌های نام در C ++، و همچنین اعتبار بخشی به بخش‌های دیگر ابزار tool chain استفاده می‌شود.
پروژه GNU اجرای nm را به عنوان بخشی از بسته GNU Binutils پیاده‌سازی کرده‌است.

## مثال برای خروجی nm
```
/*

 * File name: test.c

 * For C code compile with:

 * gcc -c test.c

 *

 * For C++ code compile with:

 * g++ -c test.cpp

 */

int
 
global_var
;

int
 
global_var_init
 
=
 
26
;

static
 
int
 
static_var
;

static
 
int
 
static_var_init
 
=
 
25
;

static
 
int
 
static_function
()

{

return
 
0
;

}

int
 
global_function
(
int
 
p
)

{

static
 
int
 
local_static_var
;

static
 
int
 
local_static_var_init
=
5
;

local_static_var
 
=
 
p
;

return
 
local_static_var_init
 
+
 
local_static_var
;

}

int
 
global_function2
()

{

int
 
x
;

int
 
y
;

return
 
x
+
y
;

}

#ifdef __cplusplus

extern
 
"C"

#endif

void
 
non_mangled_function
()

{

// I do nothing

}

int
 
main
(
void
)

{

global_var
 
=
 
1
;

static_var
 
=
 
2
;

return
 
0
;

}

```

اگر کد قبلی با کامپایلر gcc C کامپایل شده باشد، خروجی دستور nm مانند پایین است:
```
# nm test.o
0000000a T global_function
00000025 T global_function2
00000004 C global_var
00000000 D global_var_init
00000004 b local_static_var.۱۲۵۵
00000008 d local_static_var_init.۱۲۵۶
0000003b T main
00000036 T non_mangled_function
00000000 t static_function
00000000 b static_var
00000004 d static_var_init

```

 هنگامی که کامپایلر C ++ استفاده می‌شود، خروجی متفاوت است: 
```
# nm test.o
0000000a T _Z15global_functioni
00000025 T _Z16global_function2v
00000004 b _ZL10static_var
00000000 t _ZL15static_functionv
00000004 d _ZL15static_var_init
00000008 b _ZZ15global_functioniE16local_static_var
00000008 d _ZZ15global_functioniE21local_static_var_init
  U __gxx_personality_v0
00000000 B global_var
00000000 D global_var_init
0000003b T main
00000036 T non_mangled_function

```

تفاوت بین خروجی نیز نشان می‌دهد که یک مثال از حل مشکل نام منجلینگ با استفاده از extern C در کد C ++ است.

## همچنین نگاهکنید
- ابج دمپ